# ハマナタマメ
ハマナタマメ（浜鉈豆、学名：Canavalia lineata (Thunb.) DC.）は、マメ科ナタマメ属に分類される多年草の1種。海岸に生え、ピンクの花をつける。

## 特徴
蔓性の多年生草本だが、基部は木質化する。蔓は長さ5m以上に達する。茎には短い下向けの圧毛をまばらに付けるが、後に多くは落ちる。葉は三出複葉で、小葉はやや黄緑色を帯び、円形から広倒卵形で、長さ5-12cm、幅4-10cm、やや革質、先端は尖るか丸まる。托葉は卵形で先端は尖り、早くに脱落する。
花期は6-8月で、葉腋から総状花序を出す。一つの花序に十数個の花をつける。花は淡桃色で長さ2.5-3cm、翼弁と竜骨弁はほぼ同長。萼は長さ1cm程度、上萼片の先が少し突き出す。なお、この花は普通の豆果の花とは上下逆向き、つまり竜骨弁は上にあって先端は下を向き、旗弁は下側にある。これは、葉腋から出た花序の枝が下向きに湾曲して伸びるためである。
豆果は長さ5-10cm、幅3-3.5cmで、2-5個の種子を含む。種子は褐色、楕円体で長さ1.5cm、へそがある。

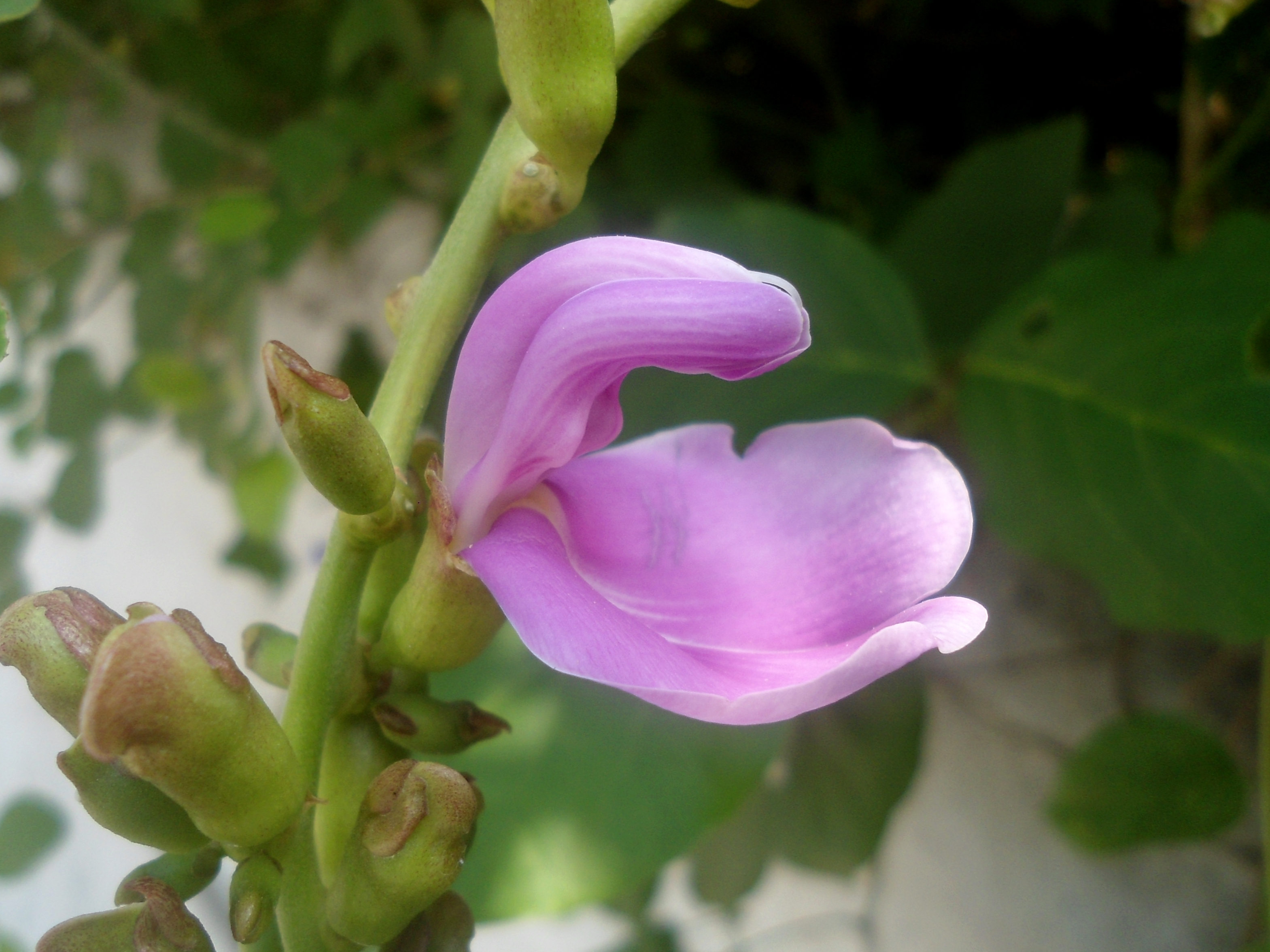
花の側面
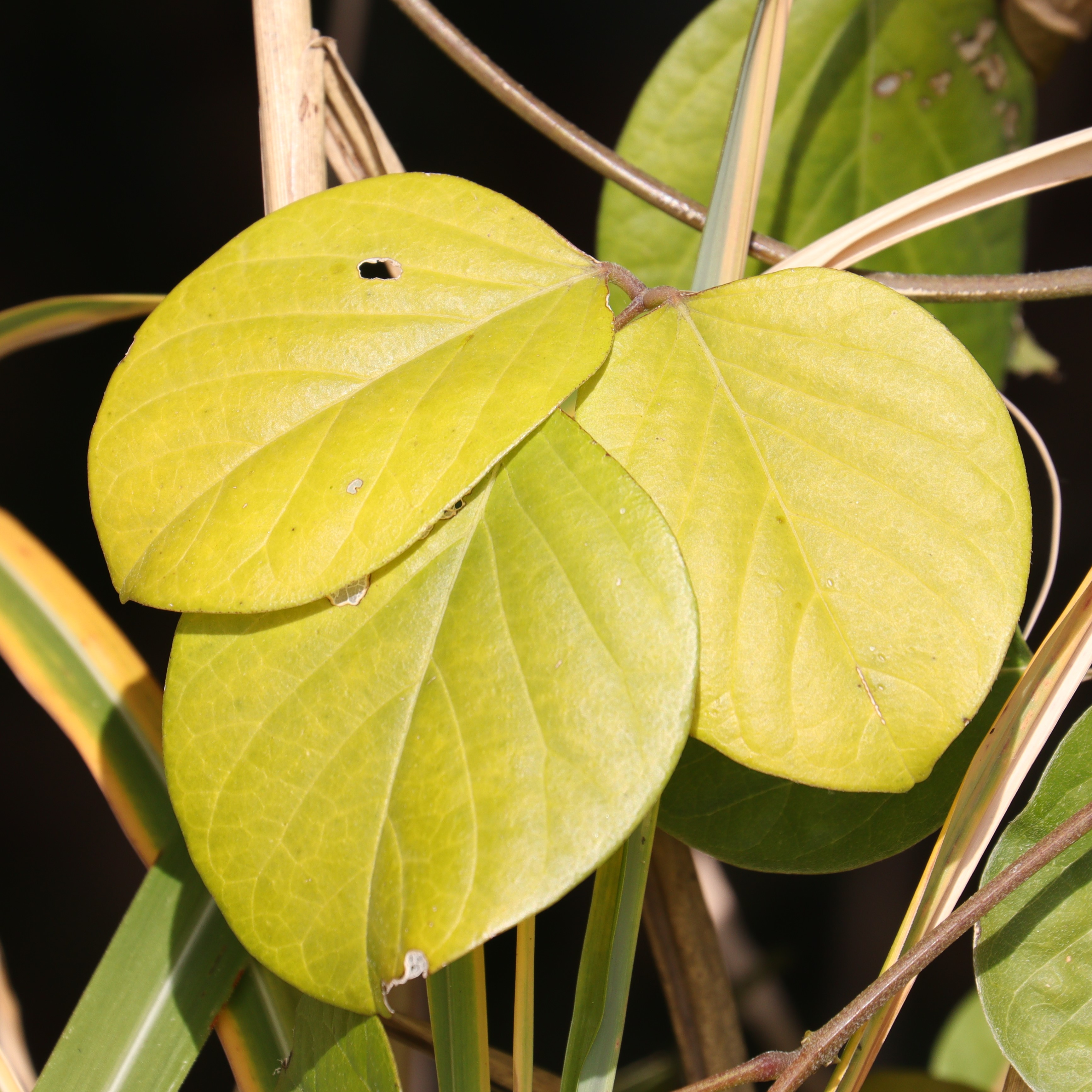
葉
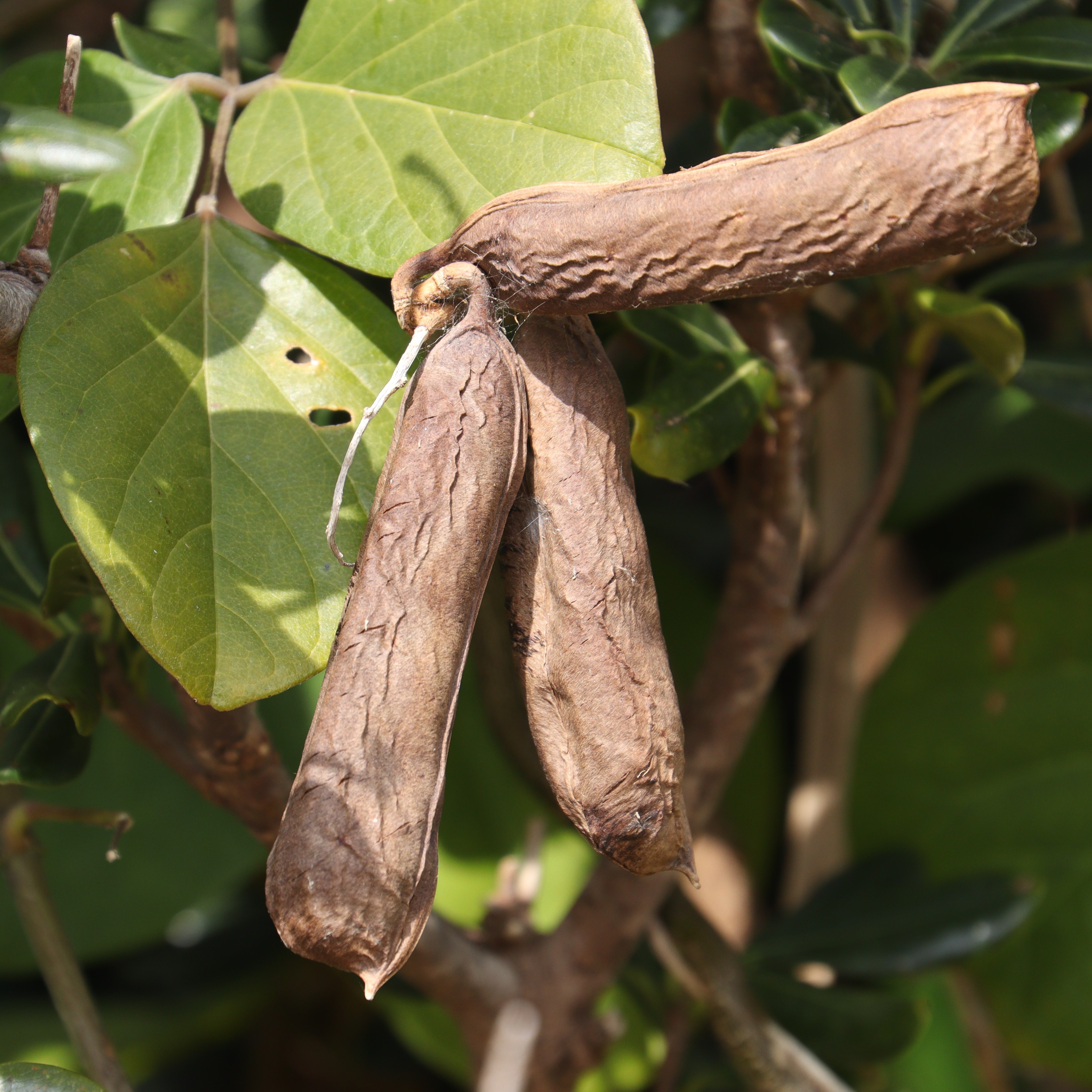
豆果
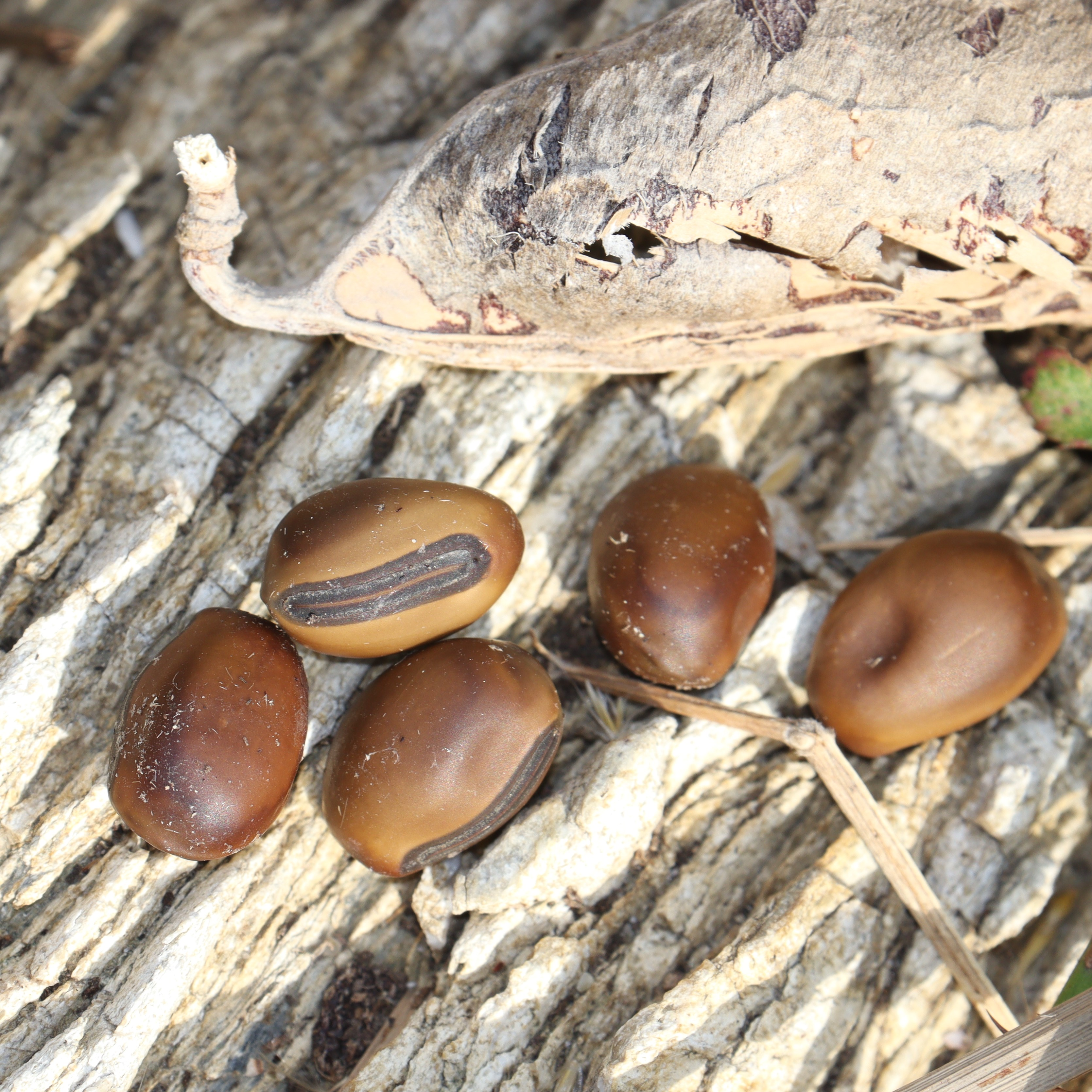
種子

## 分布と生育環境
中国、台湾、日本に分布する。
日本では太平洋岸では千葉県まで、日本海側では山形県まで分布が知られ、そこから南に四国、九州、琉球、小笠原に分布する。
海岸の砂浜に生育する。砂浜の上を這い広がって群落を作る。

## 生態など

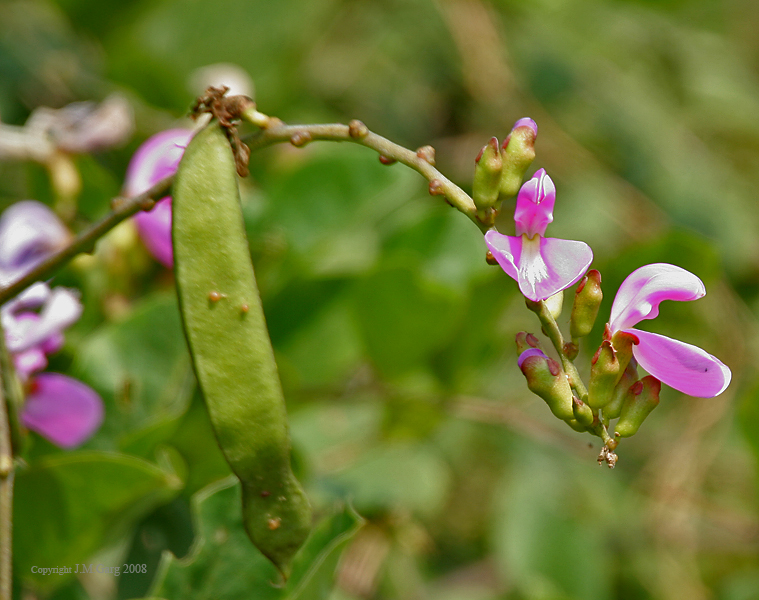
花序と若い果実

種子は海水に浮いて、海流に乗って分散するものと考えられる。立石(1997)は、日本海側の分布域を島根県までとして、それ以北、山形まで見つかるものは漂着した種子の発芽による幼植物のみと記している。
また、花の形に関しては、倒立した旗弁と竜骨弁、それに翼弁が上下逆位置になった上で、いずれもやや上向きに立ち上がっている。そのために旗弁が下から受ける形になっており、ハナバチがこの上に降り、そこから花に頭を突っ込んで行くと、それによって竜骨弁に隠れた雄蘂と雌蘂が現れ、虫の背中に当たることで受粉が行われる。いわば旗弁が唇弁の役割を果たしている。

## 近縁種など
同じ属のものとしては、タカナタマメ C. cathartica が琉球列島に普通で、これは海岸近くの内陸部にあって、樹木に絡まって這い登り、時に10mにもなる。葉は本種よりやや薄い。さらにナガミハマナタマメ C. rosea は宮古・八重山の海岸にあり、浜辺を這うもので、豆果が遙かに細長い。
他にナタマメ C. gladiata などの栽培種もある。